# Route 10A (Manitoba)
Pour les articles homonymes, voir Route 10A.
La route 10A est une route provinciale de la province du Manitoba possédant quatre sections distinctes. Chacune d'entre est reliée par la route 10, de laquelle la route 10A est la route alternative. Elle dessert les villes de Dauphin, d'Ethelbert, de Swan River et de Flin Flon.

## Dauphin
Cette section forme un multiplex avec la route 5A sur toute sa longueur. Elle débute à l'intersection avec la route 5 / route 10 au sud de la ville. En entrant dans les limites, elle devient Main Street jusqu'à l'intersection avec 2nd Avenue NW, au centre-ville, où elle bifurque vers le nord-ouest. Elle croise la route 362 (Keays Street) et devient Buchanon Avenue en se dirigeant vers l'ouest. Elle atteint à nouveau la route 5 / route 10 à l'ouest de la ville et prend fin.

### Intersections majeures
| Division                | Ville   | km   | Destinations                                                         | Notes                                                                 |
| ----------------------- | ------- | ---- | -------------------------------------------------------------------- | --------------------------------------------------------------------- |
| No. 17                  |         | 0,00 | PTH-5 / PTH-10 – Neepawa, Brandon, Roblin Terminus sud de la PTH-5A  | Terminus sud du multiplex avec la PTH-5A; terminus sud de la PTH-5A   |
| No. 17                  | Dauphin | 3,80 | PTH-20A sud (1st Avenue NE)                                          | Terminus sud du multiplex avec la PTH-20A                             |
| No. 17                  | Dauphin | 3,90 | PTH-20A nord (Main Street N)                                         | Terminus nord du multiplex avec la PTH-20A                            |
| No. 17                  | Dauphin | 4,30 | Traverse la rivière Vermilion                                        | Traverse la rivière Vermilion                                         |
| No. 17                  | Dauphin | 5,00 | PR 362 nord (Keays Street) – Valley River, Sifton                    | Terminus sud de la PR 362                                             |
| No. 17                  |         | 8,30 | PTH-5 / PTH-10 – Roblin, Neepawa, Brandon Terminus nord de la PTH-5A | Terminus nord du multiplex avec la PTH-5A; terminus nord de la PTH-5A |
| - Terminus de multiplex |         |      |                                                                      |                                                                       |

## Ethelbert
La route 10A à Ethelbert relie la route 10 à la municipalité en parcourant une distance de 3 km (1,9 mi), par le sud et l'ouest.

### Intersections majeures
| Division              | Ville     | km   | Destinations                                         | Notes                                                             |
| --------------------- | --------- | ---- | ---------------------------------------------------- | ----------------------------------------------------------------- |
| No. 17                |           | 0,00 | PTH-10 – Pine River, Dauphin                         |                                                                   |
| No. 17                | Ethelbert | 2,00 | Traverse Shanty Creek                                | Traverse Shanty Creek                                             |
| No. 17                | Ethelbert | 2,20 | Main Street vers PR 269 – Centre-ville               | La PTH-10A bifurque sur Main Street                               |
| No. 17                |           | 2,90 | PTH-10 – Pine River, Dauphin PR 274 sud – Mint Creek | La PTH-10A nord devient la PR 274 sud; terminus nord de la PR 274 |
| - Transition de route |           |      |                                                      |                                                                   |

## Swan River
La route 10A à Swan River forme une boucle en forme de «c», reliant l'intersection entre les routes 10 et 83 au centre de la ville, à la route 10 se dirigeant vers le nord. Cette section parcourt 6 km (3,7 mi).

### Intersections majeures
| Division                | Ville      | km   | Destinations                                                                                             | Notes                                                                                              |
| ----------------------- | ---------- | ---- | --- | -------------------------------------------------------------------------------------------------- |
| No. 20                  | Swan River | 0,00 | PTH-10 (Kelsey Trail / Main Street E) – Le Pas, Dauphin PTH-83 sud (Valley Road) – Roblin PTH-83A débute | Terminus sud du multiplex avec la PTH-83A; terminus nord de la PTH-83; terminus nord de la PTH-83A |
| No. 20                  | Swan River | 1,30 | PTH-83A sud (Main Street E)                                                                              | Terminus nord du multiplex avec la PTH-83A                                                         |
| No. 20                  | Swan River | 1,70 | Traverse la rivière Swan                                                                                 | Traverse la rivière Swan                                                                           |
| No. 20                  | Swan River | 2,10 | PR 275 ouest (Athlone Street)                                                                            | Terminus est de la PR 275                                                                          |
| No. 20                  |            | 4,20 | PTH-10 (Kelsey Trail) – Le Pas, Dauphin                                                                  | |
| - Terminus de multiplex |            |      | | |

## Flin Flon
La route 10A de Flin Flon traverse la ville en empruntant l'ancien tracé de la route 10, laquelle contourne plutôt la ville par l'est, le nord et l'ouest. Elle parcourt 3 km (1,9 mi).

### Intersections majeures
| Division | Ville     | km   | Destinations                                  | Notes                      |
| -------- | --------- | ---- | --------------------------------------------- | -------------------------- |
| No. 21   | Flin Flon | 0,00 | PTH-10 – Creighton, Cranberry Portage, Le Pas |                            |
| No. 21   | Flin Flon | 1,60 | PR 291 sud (Channing Drive) – Channing        | Terminus nord de la PR 291 |
| No. 21   | Flin Flon | 3,10 | PTH-10 – Centre-ville, Le Pas                 |                            |
|          |           |      |                                               |                            |